# Angelika Feldbacher
Angelika Sabine Feldbacher (* 3. Juni 1986 in Bad Reichenhall) ist eine ehemalige deutsche Fußballspielerin.

## Karriere

### Vereine
Feldbacher begann beim SV Saaldorf im Landkreis Berchtesgadener Land mit dem Fußballspielen. Im Alter von 18 Jahren gehörte sie dem FFC Wacker München in der Staffel Süd der seinerzeit zweigleisigen 2. Bundesliga an. Nach der Saison 2004/05 begab sie sich in die Vereinigten Staaten um ein Studium aufzunehmen. In Stillwater im Bundesstaat Oklahoma kam sie an der Oklahoma State University – Stillwater für das Sport-Team, die Cowgirls in allen 19 Meisterschaftsspielen in der Big 12 Conference (unter dem Dachverband NCAA, Division I) zum Einsatz, in denen sie fünf Tore erzielte.
Nach ihrer Rückkehr aus den Vereinigten Staaten fand sie in Österreich ihren neuen Verein. Für den Bundesligisten FC Wacker Innsbruck bestritt sie in der Saison 2007/08 vom 2. September bis zum 28. Oktober 2007 sieben Punktspiele in Folge, wobei ihr am 16. September (5. Spieltag) beim 5:0-Sieg im Heimspiel gegen den 1. DFC Leoben mit dem Treffer zum 2:0 in der 45. Minute ihr einziges Tor gelang. Im anschließenden Play-off der fünf Erstplatzierten (nach dem Grunddurchgang) erzielte sie in sechs von acht Spielen ebenfalls ein Tor. Im Wettbewerb um den ÖFB-Cup wurde sie im Viertel- und Halbfinale eingesetzt.

### Nationalmannschaft
Feldbacher kam in den Nachwuchsnationalmannschaften des DFB in den Altersklassen U17 und U19 in Länderspielen zum Einsatz. Ihr Debüt als Nationalspielerin am 30. Oktober 2001 beim 3:0-Sieg der U17-Nationalmannschaft im Freundschaftsspiel gegen die U17-Nationalmannschaft Frankreichs krönte sie gleich mit ihrem ersten Länderspieltor, dem Treffer zum Endstand in der 75. Minute. Auch im letzten Länderspiel in dieser Altersklasse erzielte sie ein Tor, das Tor zum 1:1 in der 67. Minute bei der 4:5-Niederlage gegen die U17-Nationalmannschaft Schwedens.
Für die U19-Nationalmannschaft bestritt sie 21 Länderspiele, davon elf in Freundschaft und jeweils fünf im Turnier um die Europa- und um die Weltmeisterschaft 2004. Im WM-Finale, das mit 2:0 gegen die U19-Nationalmannschaft Chinas gewonnen wurde, kam sie in der 66. Minute für Simone Laudehr ins Spiel.

## Erfolge
Nationalmannschaft
- U19-Weltmeister 2004
- Finalist U19-Europameisterschaft 2004

FC Wacker Innsbruck
- Zweite Österreichische Meisterschaft 2008
- Halbfinalist ÖFB-Cup 2008